# Rakéta-hajtóanyag
A rakétaüzemanyagok meghatározás szerint olyan anyagok, melyek égése során nagy mennyiségű és szabályozható hozamú forró gáz keletkezik. A klasszikus rakétaüzemanyag alapjául két összetevő szolgál: az oxidálószer és egy éghető redukálószer, más néven tüzelőanyag. Az oxidálószer/tüzelőanyag-keverék égése során keletkező forró gáztömeg energiája alakul át a fúvókában tolóerővé, ez hajtja meg a rakétát, akár légüres térben is (ld. Newton harmadik törvénye). Léteznek egykomponensű üzemanyagok is, de ezek kevésbé elterjedtek. Az összetevők halmazállapotától függően három kategóriába soroljuk őket:

## Folyékony rakéta-hajtóanyagok

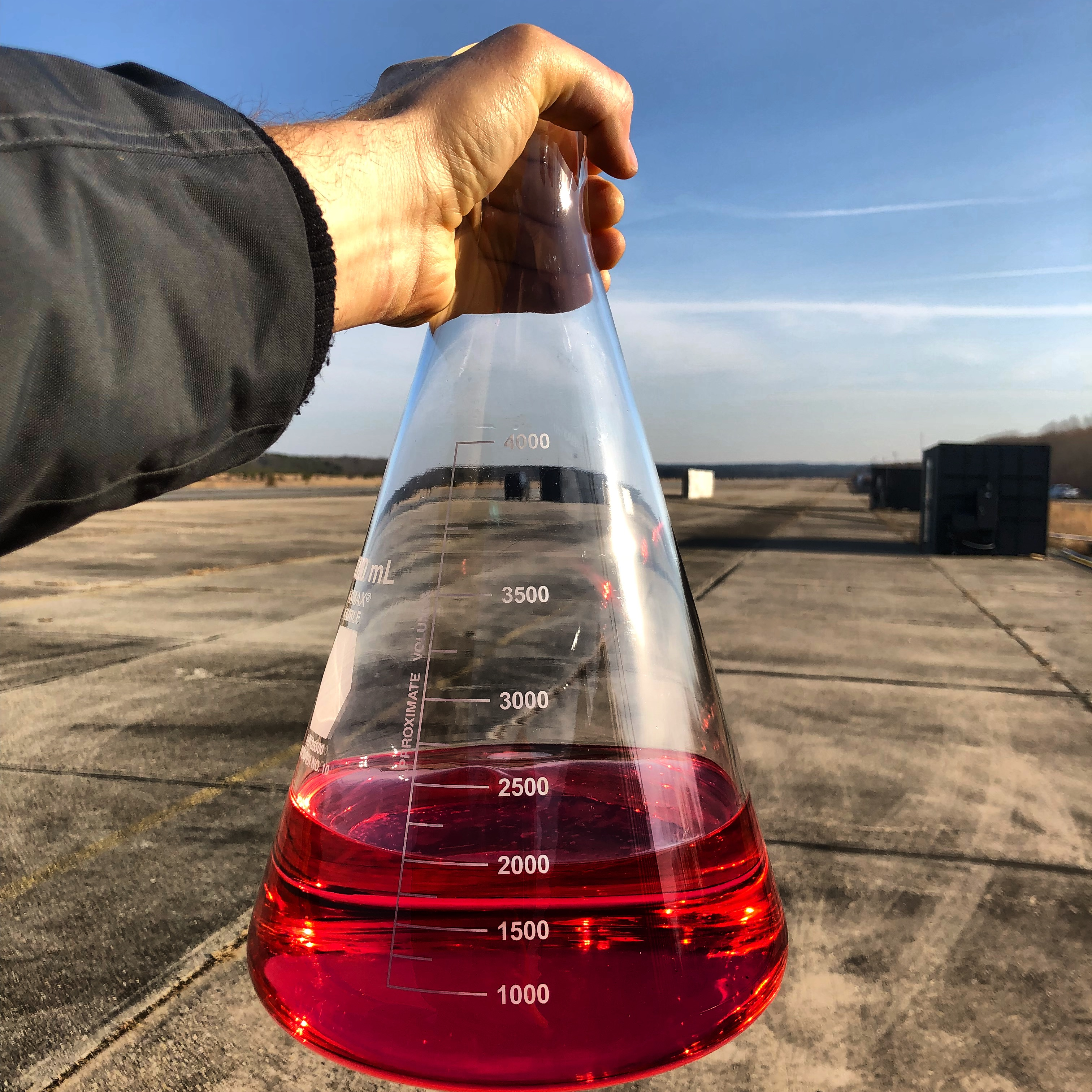
Két liter RP1 (Rocket Propellant-1 vagy Refined Petroleum-1) elnevezésű rakéta-hajtóanyag

A folyékony rakéta hajtóanyagok esetében jellemzően külön van az üzemanyag és külön az oxidálószer tartály, a két anyag a hajtóműben keveredik és egyesül. Igen magas a fajlagos impulzusuk.
- Üzemanyagok: hidrogén, kerozin, hidrazin (illetve monometil- vagy dimetil-hidrazin), etanol, metán.
- Oxidálószerek: cseppfolyós oxigén (LOX), dinitrogén-tetraoxid, hidrogén-peroxid.

A folyékony  rakéta-hajtóanyagokkal működő rakéták igen bonyolult felépítésűek, turbószivattyú juttatja be az üzemanyagot és az oxidálószert az égéstérbe.
- Leginkább kétkomponensűek, de léteznek egykomponensű üzemanyagok is. Oxidálószerként oxigént, tömény hidrogén-peroxidot, tömény salétromsavat, fluort, fluor/oxigén keveréket (FLOX), dinitrogén-tetraoxidot használnak, míg tüzelőanyagként elsősorban a folyékony hidrogén, ammónia, anilin, hidrazin, metanol, etanol, kerozin az elterjedtek. A legjobb oxidálószer a fluor, így a legnagyobb fajlagos impulzusa a fluor/hidrogén üzemanyagnak van, de a fluor nagyon korrodáló természete, magas égési hőmérséklete valamint az égés során keletkező igen környezetszennyező hidrogén-fluorid miatt nem használják. Legdivatosabb az oxigén/hidrogén hajtóanyag, melynek égésterméke a víz, fajlagos impulzusa pedig viszonylag magas, ha nem is éri el a fluor/hidrogén szintjét.
- Egykomponensűek: Az egykomponensű üzemanyagok közül a hidrogén-peroxid, a hidrazin és a nitrometán a fontosabbak. Ezen anyagok bomlása során ugyanis nagy térfogatú gázok és jelentős mennyiségű hő szabadul fel. Viszonylag alacsony fajlagos impulzusuk, de főként kiszámíthatatlan, robbanásra hajlamos természetük miatt csak ritkán használt üzemanyagok.
- Hipergol hajtóanyagok: jellemzőjük, hogy az üzemanyag és az oxidálószer találkozásakor öngyulladás következik be, nincs szükség az égést megindító külön gyújtószerkezetre. Gyakran használt megoldás, ha a hajtóművet a világűrben kell beindítani. Például a hidrazin (vagy gyakrabban dimetil-hidrazin) és dinitrogén-tetraoxid (vagy ritkábban salétromsav) hipergol hajtóanyagok, keveredésükkor öngyulladás lép fel.

## Szilárd rakéta-hajtóanyagok
Az első szilárd rakéta-hajtóanyag a fekete lőpor volt, amit a kínaiak tűzijátékokban használtak. Ezek voltak egyben az első rakéták.
A modern szilárd rakéta-hajtóanyagok között gyakori a következő elegy: ammónium-perklorát (oxidálószer), finom alumínium por (üzemanyag), amit polibutadién-akrilnitril-kopolimer (PBAN) vagy terminált hidroxivégződésű polibutadién (HTPB) (ezek gumiszerű anyagok) tart össze, és egyben üzemanyagként is szolgál.
A szilárd rakéta-hajtóanyagok fajlagos impulzusa alacsonyabb, mint a folyékonyaké. Előnyük, hogy a rakéta felépítése viszonylag egyszerű (legegyszerűbb esetben csak egy puskaporral töltött cső, például a tűzijátékoknál).

### A szilárd rakéta-hajtóanyagok kémiája
Az összes heterogén szilárd üzemanyag két alapvető komponense az oxidálószer és a redukálószer (vagy tüzelőanyag). A begyújtás során közölt energia hatására ez a két komponens reakcióba lép egymással, a reakció során pedig hő és gázok fejlődnek. Az érthetőség kedvéért a továbbiakban a kálium-nitrát/szén üzemanyag égése van részletezve. A kálium-nitrát (oxidálószer) hő hatására elbomlik oxigénre, nitrogénre és kálium-oxidra, a következő reakció szerint:
{\displaystyle \mathrm {2\ KNO_{3}\rightarrow K_{2}O+N_{2}+2,5\ O_{2}-151{\text{ kcal}}} }
A keletkező oxigén reakcióba lép a szénnel (tüzelőanyag), szén-dioxidot és szén-monoxidot eredményezve. A reakció során hő szabadul fel:
{\displaystyle \mathrm {nC+(n+m)O_{2}\rightarrow mCO_{2}+(n-m)CO+94m{\text{ kcal}}+26(n-m){\text{ kcal}}} }
Az összesített reakció a sztöchiometrikus együtthatókat elhanyagolva a következőképpen néz ki:
{\displaystyle \mathrm {KNO_{3}+C\rightarrow K_{2}O+N_{2}+CO_{2}+CO} +Q}
ahol Q a keletkező hőmennyiséget jelöli. A mellékreakciók során valamennyi kálium-oxid is reagál a szén-dioxiddal, kálium-karbonátot eredményezve, illetve valamennyi kálium-karbonát elpárolog, ami egy kevés hőt von el a rendszerből. A végső reakció tehát nagyjából a következőképpen néz ki:
{\displaystyle \mathrm {KNO_{3}+C\rightarrow K_{2}CO_{3}+K_{2}O+N_{2}+CO_{2}+CO+Q} }
A pontos reakciót felírni eléggé bonyolult feladat, nehéz felmérni, hogy mennyi szén oxidálódik szén-monoxiddá, mennyi alakul tovább szén-dioxiddá, esetleg mennyi marad korom formájában, mennyi nitrogén oxidálódik nitrogén-oxidokká, mennyi kálium-hidroxid képződik stb., a lényeg hogy látható a gáz- (N2, CO2, CO) illetve a hőfejlődés. Minél több gáz és hő keletkezik, annál jobb az üzemanyagunk. Az ideális az lenne, ha csak gáznemű termékek keletkeznének, sajnos ez korántsem így van, az említett példánál maradva az égéstermékek tömegének ~55%-a szilárd halmazállapotú (70-80% KNO3 tartalomnál). Ez nagyban rontja a hajtóanyag „teljesítményét”, a szilárd részecskék ugyanis nagyobb tömegüknél fogva nem képesek annyira felgyorsulni mint a jóval könnyebb gázmolekulák, kisebb lesz tehát a rakétamotor impulzusa.
A fejlődő hőmennyiség a másik tényező, amitől a rakétaüzemanyag „ereje” függ. Ezt úgy az oxidálószer mint a tüzelőanyag milyensége is befolyásolja. Egyes oxidálószerek (pl. a nitrátok) bomlása endoterm (hőelvonással jár) míg például a perklorátok bomlása exoterm folyamat (hőfejlődéssel jár). Egyértelmű, hogy ez utóbbiak használatával jobb üzemanyagok készíthetők (lásd kompozit üzemanyagok). A tüzelőanyagok szintén nagyban hozzájárulnak a keletkező hőmennyiséghez, például egy molekula szén-monoxid keletkezése során csupán 26 kcal szabadul fel, míg egy molekula alumínium-oxid keletkezése 400 kcal felszabaduló energiával jár. Nem véletlen tehát hogy a fajlagos impulzus növelése céljából többek között alumíniumport adagolnak a szilárd hajtóanyagokba. Az égéstermékek molekulatömege egy olyan tényező, ami talán első látásra nem egyértelmű módon befolyásolja a rakétaüzemanyagok energetikai potenciálját. Ha megnézzük azonban a fajlagos impulzus képletét, láthatjuk, hogy a kisebb molekulatömegű égéstermékek nagyobb fajlagos impulzust eredményeznek. Ebből az következik, hogy minél kisebb molekulatömegű oxidáló- illetve redukálószerek használatára kell törekedni, amennyiben egy magas fajlagos impulzusú üzemanyag előállítása a cél. Oxidálószerként így leginkább az ammónium-nitrát, ammónium-perklorát az előnyösek, tüzelőanyagként pedig a könnyebb fémporok, mint például a berillium vagy a magas hidrogéntartalmú szerves vegyületek kerülnek előtérbe.
A fentiek fényében látható, hogy egy adott oxidálószer/redukálószer-páros fajlagos impulzusa nem feltétlenül akkor a legnagyobb, ha az oxidálószer bomlása során a tüzelőanyag teljes oxidációjához éppen elegendő mennyiségű oxigén keletkezik. A kálium-nitrát/szén üzemanyagnál maradva: ha a sztöchiometriát nézzük, egy mól KNO3 bomlása 1,25 mól O2-t eredményez, ami 1,25 mól szén CO2-dá való oxidálásához elég. 
Ez tömegarányban kifejezve ~75/15=90 KNO3/C keveréket jelent, a keverék fajlagos impulzusa pedig Isp = 133 s. 
A sztöchiometrikus aránytól eltérő, 80/20=100 tömegarányú keverék fajlagos impulzusa viszont Isp = 143 s?
Több szén (75/15C helyett 70/20, 60/30, 50/40? )esetében az üzemanyag oxigéntartalma nem elég a szén teljes oxidációjához, az égés során kb. kétszer annyi szén-monoxid keletkezik, mint szén-dioxid. Az égéstermékek kisebb molekulatömege miatt nagyobb a kiáramlási sebesség és magasabb a fajlagos impulzus. Ha azonban még több szenet adagolunk a keverékhez, akkor ismét csak csökkenni fog az Isp, mert ennek már a felszabaduló hőmennyiség látja kárát. Egy molekula CO2 képződésekor ugyanis 94 kcal hő szabadul fel, míg ugyanez az érték a CO esetében jóval kisebb, csupán 26 kcal/mól. Meg kell találni tehát az arany középutat, ami a legmagasabb fajlagos impulzust eredményezi. Nagyon megkönnyíti dolgunkat egy üzemanyag-szimuláló program használata (pl. Propep, Guipep) amelyek szerencsére elérhetőek a világhálón.

## Kompozit üzemanyagok
A kompozit üzemanyagok valamilyen szerves kötőanyagba ágyazott oxidálószerből állnak. Az első kompozit üzemanyag a bitumennel (aszfalt) kevert fekete lőpor volt (Robert Goddard állította elő valamikor a '30-as években). További kísérletek során a lőport perklorátokkal helyettesítették és a lőporos üzemanyagok teljesen kiszorultak a rakétatechnikából.

## Hibrid rakéta-hajtóanyagok
Általában kétkomponensűek, szilárd tüzelőanyag és folyékony/gázhalmazállapotú oxidálószer a klasszikus felállás. A könnyen beszerezhető komponensek, viszonylag magas fajlagos impulzus és nem utolsósorban ezen üzemanyagok „legális” besorolása az amatőrök egyik kedvencévé teszi a hibrideket. Egy lehetséges kombináció pl. a HTPB alkalmazása nitrogén-oxiddal.

## Egyéb megoldások
Napjaink rakétái szinte kivétel nélkül kémiai reakcióból származó energiát használnak. Sikeresen teszteltek már ionhajtóművet, melyben (napelemekből származó) elektromos energiával gázt (pl. xenont) ionizálnak, és az ionokat elektromos mező segítségével gyorsítják. Ez a hajtómű igen kis teljesítményű, de jellemzően hosszú ideig (akár néhány napig folyamatosan) működtetik. Rendkívül kedvező, hogy a kémiai hajtóanyagokkal összehasonlítva nagyon kevés anyagot használ fel azonos impulzus elérésére.